# アングローニャ
アングローニャ（伊: Angrogna, オック語: Angruenha）は、イタリア共和国ピエモンテ州トリノ県にある、人口約800人の基礎自治体（コムーネ）。

## 地理

### 位置・広がり

#### 隣接コムーネ
隣接するコムーネは以下の通り。
- ブリケラージオ
- ルゼルナ・サン・ジョヴァンニ
- ペッレーロ
- プラーリ
- プラモッロ
- プラロスティーノ
- サン・ジェルマーノ・キゾーネ
- トッレ・ペッリチェ
- ヴィッラール・ペッリチェ

## 行政

### 分離集落
アングローニャには、以下の分離集落（フラツィオーネ）がある。
- Baussan, Martel, Pradeltorno, Serre